# Lorenzo Barbera
Lorenzo Barbera (Partinico, 1936) è un sociologo italiano.
Si è formato a Roma come Assistente Sociale di Comunità alla scuola del CEPAS finanziata da Adriano Olivetti.
Dal 1952 al 1968 in Sicilia si è sviluppato un singolare esperimento di ricerca sociale avviato e guidato dal sociologo e attivista Danilo Dolci che ha profondamente innovato, tanto i metodi dell’indagine sociale, quanto la rappresentazione e la conoscenza delle classi popolari e del Mezzogiorno. Nel 1956 al gruppo dei collaboratori di Danilo Dolci si è unito Lorenzo Barbera, che ha giocato un ruolo fondamentale nell’organizzazione delle iniziative e delle mobilitazioni nel corso degli anni Sessanta nella zona della Valle del Belice.

## Biografia

### Istituzione della sede del Centro Studi e Iniziative a Roccamena
Nella seconda metà degli anni ’60, sulla scia del lavoro di pianificazione democratica svolto da Danilo Dolci per la promozione della diga sul fiume Jato, la Valle del Belice divenne il nuovo centro della mobilitazione e dell’iniziativa politica nella Sicilia occidentale, protagonista di un inedito esperimento di attività democratica a tutto campo.
Nel 1961, all'età di 24 anni, Lorenzo Barbera si stabilì nel paesino di Roccamena avviando sin dai primi mesi contatti e discussioni con la popolazione del luogo per portare avanti un’inchiesta sociale sulle condizioni della zona.
Prese avvio una serie di incontri informali dedicati alla discussione di temi della vita quotidiana come la cooperazione, la presenza mafiosa e il suo funzionamento all’interno della società agricola, la riforma agraria e i suoi effetti, per giungere infine all’individuazione delle cause della situazione presente.
A seguito di queste prime discussioni, svoltesi nella sede locale del Centro Studi e Iniziative, Lorenzo promosse l’organizzazione a Roccamena di un comitato cittadino, costituitosi definitivamente il 18 marzo 1962 cui fece seguito nel giro di poche settimane – 29 aprile 1962 – un convegno cui partecipano rappresentanti dei partiti di sinistra, della Cgil, dei due principali sindacati dei contadini in Sicilia e di sindaci e amministratori di vari comuni. A conclusione dei lavori del convegno, si decise di costruire una struttura di coordinamento tra i comuni per sviluppare e approfondire l’indagine le condizioni della Valle, e portare avanti il modo comune le rivendicazioni alle istituzioni regionali e nazionali. La rivendicazione principale, in particolare, riguardava la realizzazione della diga sul Belice Sinistro. La manifestazione terminò dopo aver avuto una serie di formali rassicurazioni da parte degli enti responsabili, concernenti le precise tempistiche per l’avvio dei lavori.

### Il Convegno di Partanna e la Marcia per la Sicilia Occidentale

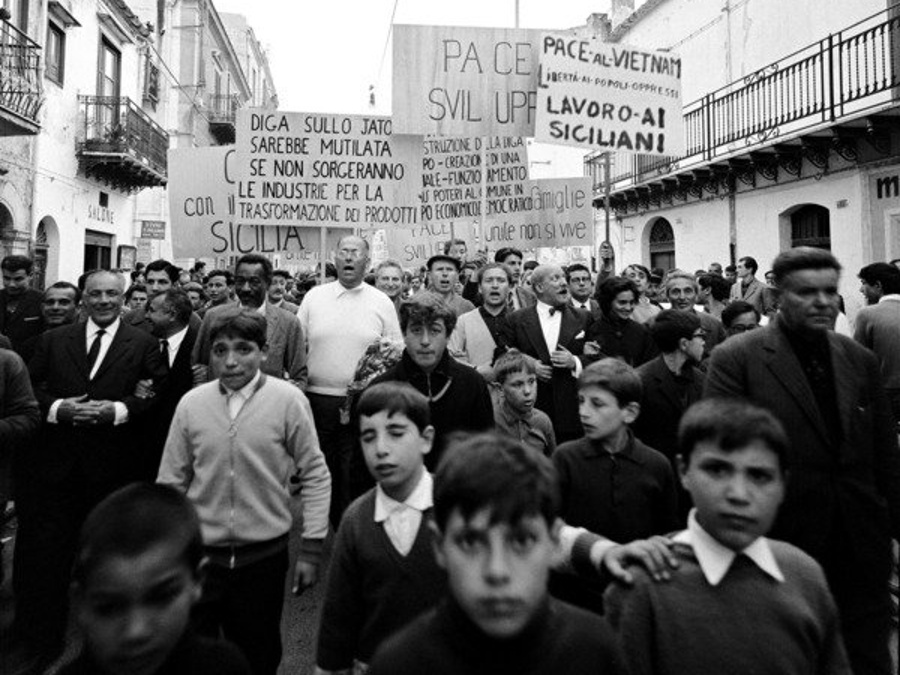
Marcia della protesta e della speranza per la pace e per lo sviluppo socioeconomico della Sicilia occidentale. Foto di Toni Nicolini: in prima fila, a fianco di Danilo Dolci, Lorenzo Barbera e, accanto a loro, Carlo Levi, Ernesto Treccani, Pompeo Colajanni, Antonino Uccello e Peppino Impastato

In seguito l’iniziativa del Centro Studi s’indirizzò verso un ulteriore approfondimento della riflessione e della pratica della pianificazione dal basso dell’intero territorio della Valle del Belice, spostando la sua sede da Roccamena a Partanna, con un lavoro di analisi socioeconomica e pianificazione coordinato da Lorenzo Barbera per diversi anni che culminò nel 1967 in un grande convegno e nella Marcia della protesta e della speranza per la pace e per lo sviluppo socioeconomico della Sicilia occidentale .
Scrive Peppino Impastato in un suo servizio per il giornale "L'idea":
L’evento simbolicamente più importante di questo eccezionale periodo di lotte fu la “Marcia per la Sicilia Occidentale”, che vide la popolazione della valle del Belice manifestare insieme ad importanti personalità e intellettuali siciliani, italiani e internazionali tra cui il poeta e attivista per la pace in Vietnam Vo Van Ai, il pittore Ernesto Treccani, Carlo Levi, Ignazio Buttitta, giornalisti e fotografi da tutta Italia (per il giornale L’Ora seguì la marcia Salvo Licata con Franco Scafidi), Pompeo Colajanni, Antonio Uccello. Alla manifestazione partecipò lo stesso Impastato che scrive, sempre nel suo servizio:

### Abolizione dell’enfiteusi
Negli anni sessanta Lorenzo Barbera ha contribuito all’abolizione dell’enfiteusi - un residuo feudale che costringeva i contadini a pagare una gabella agli antichi proprietari dei loro terreni - avvenuta tramite l’approvazione della Legge 22 luglio 1966, n. 607. 
L’enfiteusi era un problema particolarmente gravoso, non solo per i canoni che gli agricoltori erano costretti a pagare, ma anche per tutte le procedure giudiziarie che ne derivavano.
Lorenzo Barbera si impegnò a tessere una rete che vedeva coinvolti i contadini di 670 comuni, organizzati anche tramite comitati intercomunali, con la promozione di attività finalizzate a favorire l’abolizione dell’imposta, poi avvenuta con l'emanazione della Legge 607/1966.
L’importanza del lavoro svolto dai comitati intercomunali nell’iter di approvazione della Legge viene riconosciuto dal Senatore Nicolò Cipolla, nel suo intervento al Senato della Repubblica, come di seguito riportato:
[…] C'è una parte di questi canoni che è di origine chiaramente e nettamente feudale, e quindi estinta di fronte, non alle leggi solo dello Stato unitario italiano, ma anche di fronte alle stesse leggi votate nel 1812 dal Parlamento siciliano. Però la capacità tipica, gattopardesca delle classi dirigenti siciliane ha sempre portato a questi risultati: con una mano affermare un determinato principio, con l'altra mano già pronti a distruggerlo, sovvertirlo, pronti a ricavare perfino utili da affermazioni di principio che dovevano limitare interessi precostituiti o addirittura distruggerli.
[…] Mi corre l'obbligo di citare, come già del resto ha fatto il collega Asaro, il contributo particolare che a questa lotta generale hanno dato i coltivatori siciliani, gli enfiteuti siciliani. Nella nostra Isola questa lotta ha assunto anche, oltre che un carattere economico e sociale, un carattere di liberazione, un carattere morale. I censi esistenti e i canoni esistenti in Sicilia si collegano a due grandi evasioni alle leggi che le classi dirigenti, che queste stesse leggi avevano promosso, sono riuscite a perpetrare.»

### Il terremoto del Belice
Il 14 e il 15 gennaio 1968 alcune forti scosse di terremoto cambiano per sempre l'assetto urbanistico e sociale del territorio della Valle del Belice: più di venti comuni colpiti, centomila persone coinvolte, più di 400 morti. Tutto il Paese scopre un territorio povero e lontano dai fasti del boom economico. Nell'imminenza del terremoto lo Stato agevola l'emigrazione degli sfollati verso il nord Italia e l'estero con procedure agevolate per il rilascio dei passaporti nelle tendopoli e la concessione di biglietti di treno gratuiti.
I comitati locali, che già si erano costituiti nell'ambito delle iniziative del Centro Studi di Partanna promosso dal Lorenzo Barbera, si oppongono e propongono progetti di ricostruzione dal basso, in contrasto con la gestione ministeriale del governo da una parte e i tentativi della mafia di intercettare le risorse dall'altra.

#### Il Giudizio popolare di Roccamena
Più di mille terremotati del Belice, capitanati da Lorenzo Barbera, prendono un treno per andare a Piazza Montecitorio e far sentire la loro voce nel processo decisionale dell'approvazione di una legge che dia risposta alle popolazioni colpite dal terremoto, ottenendo dal Parlamento l'inserimento di una data entro cui realizzare gli interventi nel Decreto Legge su ricostruzione e sviluppo delle zone terremotate. 
Le promesse del governo però non vennero rispettate e Barbera ed il Centro Studi pensarono ad una strategia comune per riaccendere l'attenzione sul Belice tramite "Il giudizio popolare di Roccamena". A Roccamena, nel mese di ottobre del 1969, si decide di intentare un pubblico processo simbolico con giudici e testimoni contro lo Stato colpevole di non aver rispettato gli impegni presi per la ricostruzione. Al convegno non si sottraggono molti dei politici invitati e partecipa lo stesso Ministro del Lavori Pubblici Giacomo Mancini, il Ministro della Cassa del Mezzogiorno, il Presidente della Regione Siciliana ed altri. Le condanne che ricevono sono simboliche.
Per il Centro Studi è un grande successo ma l'iniziativa solleva le critiche da parte di Danilo Dolci che se ne dissocia in quanto la considera non pacifica, con la conseguente espulsione di Lorenzo ed altri 4 collaboratori dal Centro. Gli espulsi fondano il Centro Studi per la Valle del Belice.

#### La campagna dei "Tre chiodi"
Negli anni 1969 e 1970, mentre gli intellettuali “pianificano” la ricostruzione del Belice, la popolazione, guidata dal Centro Studi Valle del Belice, continua a esprimere, con indicazioni molto concrete, il proprio dissenso per la cattiva gestione dell’emergenza. Alle consuetudinarie forme di protesta (assemblee, marce, una veglia tra i ruderi di Gibellina in occasione dell’anniversario del terremoto, mozioni, comunicati stampa), viene lanciata la campagna dei Tre Chiodi: 
1. il governo è fuorilegge perché non ha iniziato la ricostruzione e non ha rispettato le promesse;
2. non si pagano più tasse perché il governo è fuorilegge;
3. il piano di sopravvivenza e la lotta per lo sviluppo locale.

Poiché lo Stato non ha rispettato le promesse per la ricostruzione, il governo viene considerato dai comitati "fuorilegge" e ad un governo fuorilegge non si pagano le tasse: nella sede del Centro Studi di Partanna vengono pertanto raccolte tutte le bollette per il pagamento delle tasse che, successivamente, verranno spedite al Ministro delle Finanze. Il Governo prima manda gli ispettori ma, dopo il perseverare della protesta da parte della popolazione, cambia strategia facendola propria e decidendo di non far pagare le tasse nell'area colpita dal terremoto. La sospensione del pagamento delle tasse per le aree terremotate diventa dunque legge ed è una pratica che non aveva precedenti nell'Italia repubblicane e che diventerà prassi nel futuro.

#### I comitati anti leva
Un’altra importante lotta guidata da Lorenzo Barbera nel 1970 è quella in favore del servizio civile come alternativa al servizio militare per i giovani belicini. L’iniziativa è portata avanti attraverso la formazione dei “comitati anti leva” a Partanna e in vari comuni del Belice. Dapprima i comitati organizzano una marcia verso Palermo, contrastata però con durezza dai carabinieri (con, al comando, il colonnello Carlo Alberto Dalla Chiesa), nei giorni seguenti i giovani coinvolti nella protesta vengono arruolati con la forza e Lorenzo Barbera viene incarcerato. L'indignazione dell'opinione pubblica spinge lo Stato a rilasciare Barbera che organizza una nuova manifestazione dei comitati a Roma. Con l'aiuto del Presidente della Camera Sandro Pertini si organizzano incontri di rappresentanti dei manifestanti con i gruppi parlamentari per discutere la loro richiesta di legge. Al nono giorno il governo cambia strategia e fa reprimere la manifestazione con la forza. Il presidente della Camera Pertini si dissocia subito dall'uso della forza e sull'onda della nuova indignazione i manifestanti rianimano la protesta. Il giorno successivo, il parlamento approva la legge che riconosce il gesto di disobbedienza civile dei giovani del Belice e permette loro di svolgere il servizio civile, con attività utili alla ricostruzione del loro territorio, al posto del servizio militare.  Solo nel 1972 viene approvata la legge che consente l’obiezione di coscienza per tutti gli italiani.

### Costituzione del CRESM e terremoto dell'Irpinia
Dopo lo scioglimento del Centro Studi Valle del Belice, nel 1973 Lorenzo Barbera fonda a Palermo il Centro di Ricerche Economiche e Sociali per il Meridione (CRESM), attivo ancora oggi con sede a Gibellina.
Nel 1980 dopo il terremoto dell'Irpinia, Barbera si reca sul posto e finisce per rimanervi dodici anni, per la promozione di iniziative finalizzate allo sviluppo di quel territorio.

## Riconoscimenti
L'amministrazione comunale di Roccamena, in data 8 febbraio 2014, ha conferito la Cittadinanza Onoraria a Lorenzo Barbera “in riconoscimento dell’intenso impegno sociale, civile, morale ed umano, per il coraggio e la passione profusi nella promozione ed emancipazione di questo territorio”

## Opere
- "I ministri dal Cielo. I cittadini del Belìce raccontano”, Prima edizione: Feltrinelli, Roma, 1980, Seconda edizione: Duepunti, Palermo, 2012, Terza edizione: Istituto Poligrafico Europeo, Palermo, 2024
- "La diga di Roccamena", Bari, Laterza, 1964

## Documentari
- Rai Storia, Diario civile, "Il sisma dei poveri cristi. Cinquantanni dal terremoto del Belìce", di Matteo Berdini